# Xiphocolaptes
Xiphocolaptes är ett släkte trädklättrare i familjen ugnfåglar inom ordningen tättingar. Släktet omfattar fyra arter med utbredning i Latinamerika från södra Mexiko till norra Argentina:
- Stornäbbad trädklättrare (X. promeropirhynchus)
- Vitstrupig trädklättrare (X. albicollis)
- Caatingaträdklättrare (X. falcirostris)
- Större trädklättrare (X. major)